# لوشان
لوشان، شهری در بخش لوشان شهرستان رودبار در استان گیلان ایران است. این شهر، مرکز بخش لوشان است.

## تاریخچه

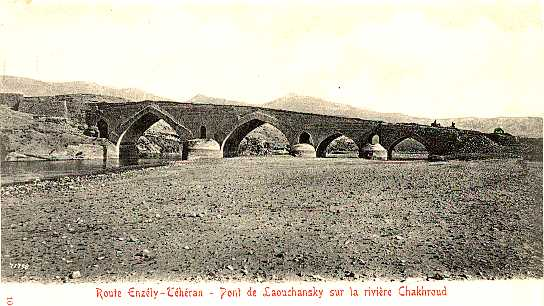
پل لوشان بر روی رودخانه شاهرود مسیر انزلی به تهران.

لوشان در پیش از نیمه اول قرن نهم هجری محل سکونت ایل شاملو که منشعب شده از ایل بیگدلی بودند؛ بوده است.
به دلیل عدم دسترسی به اسناد تاریخی و صرفاً با بررسی گفته‌های مردمی مشخص شده است که زندگی در این منطقه به صورت شهری تنها پس از ساخت کارخانه سیمان لوشان در حدود سال ۱۳۳۰ آغاز گردیده است. البته به دلیل وجود چند امامزاده معلوم می‌گردد که سابقه حضور جمعیت در این منطقه طولانی است. یکی از دلایل دیگر پیشینه تاریخی شهر لوشان، وجود پل تاریخی آن است که به گفته برخی به دوره قاجار بر می‌گردد. همچنین وجود کاروانسرای شاه عباسی خرزان که در نزدیکی لوشان قرار دارد دلیل دیگری بر قدمت این منطقه می‌باشد. از دیگر عوامل اهمیت این شهر استراتژیک بودن مسیر قدیمی قزوین به رشت است که همیشه محل رفت‌وآمد مردم، لشکریان و بازرگانان بوده و در نتیجه لوشان به عنوان اقامتگاه مورد توجه قرار داشته است.
البته در آینده با بررسی بیشتر اسناد قدیمی دولتی می‌توان اطلاعات بیشتری در این زمینه بدست آورد.
مختصری دربارهٔ پل تاریخی لوشان (اسامی دیگر: پل خشتی - پل آجری - پل قاجاری)

پل خشتی لوشان: این پل در شهرستان لوشان، جنوبی‌ترین شهر استان گیلان و در مسیر رشت – قزوین در فاصله ۹۰کیلومتری مرکز استان، واقع است. پل خشتی لوشان روی رودخانه شاهرود (یکی از شاخه‌های سفید رود) ساخته شده است. رابینو دربارهٔ این پل می‌نویسد: «پل لوشان بنایی زیبا از آجر است که مرکب از یک طاق کوچک و دو طاق بزرگ است و تاریخ بنایش به دوران خسروخان می‌رسد. روس‌ها شیب این پل را که تند بود ملایم نمودند». پل لوشان دارای چهار دهانه به ابعاد مختلف و نیز موج برگردان‌هایی در قسمت پایه‌ها است. کوره پوش‌هایی در میان پایه‌ها از سنگینی پل، می‌کاهد و در مواقع افزایش سطح آب، گذر رود را تسهیل می‌کند. طول کلی این پل ۱۰۰متر و عرض آن هفت متر است. در دو طرف مسیر عبور عابر، جان پناه وجود دارد و کف پل با قلوه سنگ‌فرش شده است. پل لوشان پس از زلزله سال ۱۳۶۹ توسط اداره کل میراث فرهنگی گیلان مرمت اساسی شد.

## اقتصاد
اقتصاد شهر لوشان ریشه در گذشته آن دارد و به زمان ساخت کارخانه سیمان بر می‌گردد. با هجوم مهاجران به این منطقه شکل و شمایل شهر دستخوش تغییرات زیادی گردید بطوریکه لوشان را تبدیل به یکی از شهرهای صنعتی نمود. پس از آن با ساخت کارخانه سیمان خزر این رونق دوچندان گردید. از دیگر فعالیت‌های اقتصادی این منطقه
معادن زغال سنگ، سنگ آهک، پوزولان، سنگ لاشه، و . . .
نیروگاه برق
شهرک صنعتی
شرکت‌های متعدد و پراکنده اطراف شهر
مرغداریهای صنعتی و کشتارگاه
باغات زیتون
کشت گندم و پیاز

## زیارتگاه‌ها
- امامزاده محمد حنفیه به همراه دو تن دیگر از امامزادگان در روستای بیورزین در ۱۰ کیلومتری شمال شهر لوشان واقع می‌باشد.
- قبرستان اصلی شهر در جوار امامزاده حمزه لوشان واقع در روبروی کارخانه سیمان می‌باشد.

## مردم
مردم لوشان و منجیل عمدتاً جمعیتی ترک از عمارلو به همراه تات‌ها و کردها بودند.
زبان‌های رایج در شهر لوشان امروزه شامل ترکی، لری، لکی، رودباری و کرمانجی است. گیلکی رودباری در جنوب گیلان، در رستم‌آباد، رودبار، منجیل و لوشان و … رایج است.

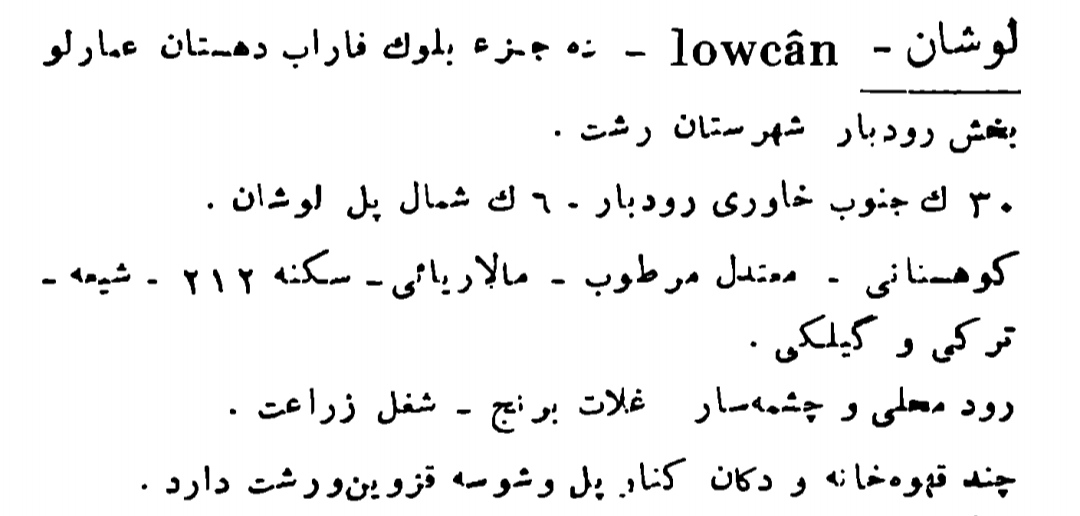
اشاره به لوشان در کتاب فرهنگ جغرافیایی ایران

کتاب فرهنگ جغرافیایی ایران زبان‌های رایج در این شهر را ترکی و گیلکی ذکر کرده است. همچنین زبان لری نیز توسط گروهی از مردم لر که در دوره رضاشاه به این منطقه کوچانده شده‌اند استفاده می‌شود. در حال حاضر اقوام ترک، لر، تات، گیلک و کرد در شهر لوشان ساکن هستند.
در ایرانیکا به نقل از گریگوری ملگونوف و رابینو، گفته شده اکثر مردم لوشان و منجیل از ایل عمارلو همراه با تات‌ها بوده‌اند و منجیل جزء منطقه عمارلو به شما می‌آمده است.
پس از زمین‌لرزه سال۶۹ به دلیل مهاجرت روستائیان از روستاهای دیگر به این منطقه و همچنین ورود مهاجران جویای کار از سایر نقاط به لوشان ترکیب جمعیتی این شهر دستخوش تغییر شد. این موضوع در خصوص منجیل نیز صادق است.